# Scrupocellaria longispinosa
Scrupocellaria longispinosa is een mosdiertjessoort uit de familie van de Candidae. De wetenschappelijke naam van de soort is voor het eerst geldig gepubliceerd in 1926 door Harmer.